# Insurekcja kościuszkowska

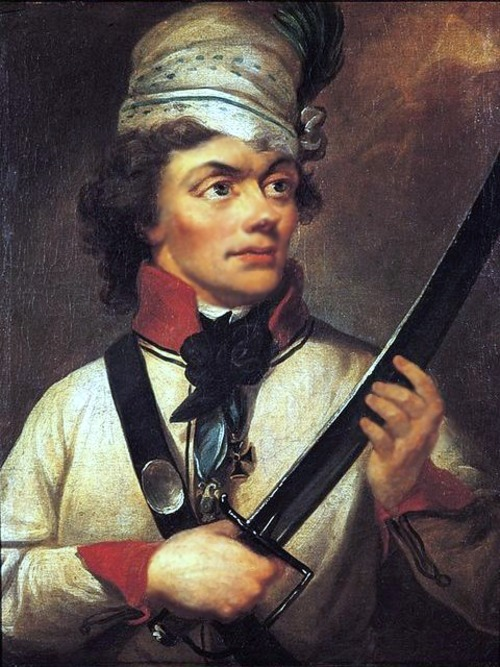
gen. Tadeusz Kościuszko, Najwyższy Naczelnik Siły Zbrojnej Narodowej w insurekcji 1794 roku, portret pędzla Kazimierza Wojniakowskiego sprzed 1812 roku

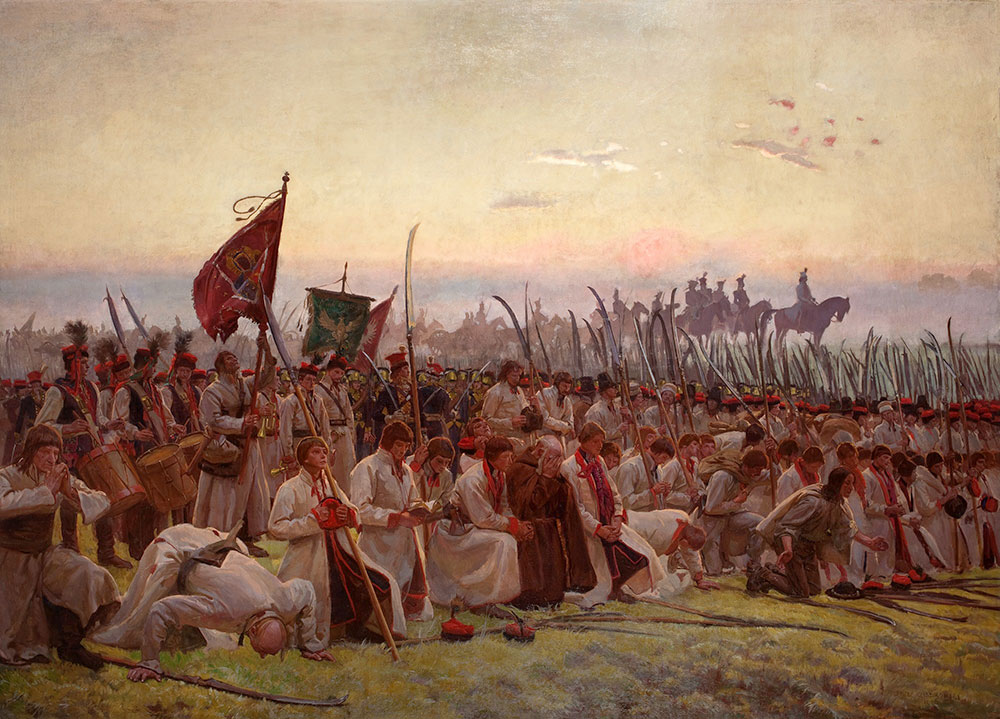
Józef Chełmoński, Racławice, 1906

Insurekcja kościuszkowska, powstanie kościuszkowskie, daw. rewolucja polska 1794 roku – polskie powstanie narodowe przeciw Rosji i Prusom w 1794 roku, które obejmowało również insurekcję warszawską, wileńską, kurlandzką, wielkopolską i kilka innych.

## Geneza
Po klęsce w wojnie polsko-rosyjskiej w 1792 roku terytorium Rzeczypospolitej było okupowane przez wojska rosyjskie. Władze konfederacji targowickiej pod dyktatem posła rosyjskiego przeprowadziły likwidację dzieła Konstytucji 3 maja. Wojska rosyjskie dokonywały wielu grabieży połączonych z represjami politycznymi. Nastąpiło załamanie gospodarcze i finansowe państwa. Upadło siedem największych banków warszawskich, łącznie z domem bankowym Piotra Fergussona Teppera. Potęgowała się drożyzna żywności. Targowiczanie wprowadzili cenzurę, zakazując wyrażania opinii krytycznych wobec rządów konfederacji targowickiej i Katarzyny II (tytułowanej oficjalnie „Najjaśniejszą Imperatorową”) oraz jej czeladzi wojskowej i cywilnej. Zlikwidowano proreformatorskie tytuły prasowe. W księgarniach przeprowadzano spisy książek zakazanych. Nastąpiło przerwanie kontaktów kulturalnych z Europą Zachodnią. Zmuszono do wyjazdu ze stolicy posła francuskiego Marie Louisa Descorchesa. Policja represjonowała najmniejszy objaw sympatii dla rewolucji francuskiej. Społeczeństwo polskie przeprowadziło bojkot towarzyski Rosjan – np. dowódca wojsk rosyjskich w Warszawie gen. Michaił Kachowski nie mógł zorganizować balu, ponieważ damy polskie odmówiły przyjęcia zaproszeń.
W 1793 roku Sejm Grodzieński przeprowadził II rozbiór Polski. W tym czasie wpływowa na dworze Katarzyny II frakcja Zubowów parła do ostatecznej likwidacji państwa polskiego przez wywołanie powstania. W grudniu 1793 roku zwolennika zachowania Rzeczypospolitej jako protektoratu rosyjskiego posła Jakoba Sieversa zastąpił Osip Igelström. Zabronił on noszenia Orderu Virtuti Militari oraz publikowania ustaw Sejmu Grodzieńskiego bez uprzedniego ocenzurowania ich w ambasadzie rosyjskiej. W ogóle nie został też on przedstawiony Stanisławowi Augustowi jako nowy przedstawiciel Rosji. Igelström rozbudował policję w Warszawie, na czele której stanął Karol Bauer. Opłacał całą rzeszę agentów, którzy penetrowali środowiska rzemieślnicze, sklepy, kościoły, przeniknęli także na dwór królewski.
Rzeczpospolita po drugim rozbiorze nie była już zdolna do samodzielnego bytu państwowego, a dalszy zabór jej ziem był tylko kwestią czasu. Powstanie kościuszkowskie było ostatnią próbą ratowania niepodległości.

## Sprzysiężenie przedpowstańcze
Spisek zawiązał się w grudniu 1792 roku na emigracji i na przełomie 1792/1793 roku w kraju. Ośrodkiem emigracji przedpowstańczej była Saksonia (Drezno i Lipsk), gdzie Ignacy Potocki, Hugo Kołłątaj i Tadeusz Kościuszko zawiązali sprzysiężenie.
Uznano konieczność ustanowienia dyktatury wojskowej i powierzenie jej Kościuszce. Jak pisał Hugo Kołłątaj w swoim dzienniku: 

Dla uchronienia się od nieszczęśliwych wypadków rewolucyi francuskiej, zgodziliśmy się, że insurekcja w Polsce powinna być pod dyktaturą jednego człowieka, który by pozyskał powszechne zaufanie. Cały naród wskazał do tego Kościuszkę

Do sprzysiężenia w kraju przystąpili dawni członkowie Zgromadzenia Przyjaciół Konstytucji Rządowej z czasów Sejmu Czteroletniego, przeważnie masoni. Przedstawiciele prawicy spisku krajowego byli zwolennikami odrodzenia Rzeczypospolitej z czasów Konstytucji 3 maja, dążyli do przeprowadzenia powstania tylko siłami wojska, bez powoływania pod broń mieszczan i chłopów. Prawicę reprezentowali: Ignacy Józef Działyński, Andrzej Kapostas, Michał Ambroży Kochanowski, Michał Wulfers, Stanisław Wojczyński, Ignacy Wyssogota Zakrzewski, Feliks Franciszek Łubieński, Józef Wybicki, Franciszek Piotr Potocki, Aleksander Linowski. Lewicę, która w czasie powstania przekształci się w jakobinów polskich, reprezentowali zwolennicy działań radykalnych m.in. Józef Zajączek i Jakub Jasiński.

Kościuszko w instrukcji do przywódców tajnego sprzysiężenia pisał: 

Tak chwalebny cel wydźwignienia Narodu z jarzma niewoli pośród najtrudniejszych zawad powinien być dobrze zważony, nie w prędkości uczucia obywatelskiego, ale w zimnym rozsądku, zastanawiającym się na wszystko, aby nie pogrążyć kraj w większą niewolę jeszcze zatraceniem nawet kiedyś nadziei odzyskania onej (pisownia oryginalna)

Z kolei Hugo Kołłątaj obawiał się, by w reakcji na gwałty konfederacji targowickiej nie zrobiła się „jaka licha barszczyzna na ostatnie kraju nieszczęście”.

### Próba porozumienia z rewolucyjną Francją
Po obaleniu Konstytucji 3 maja część wspierających ją emigrantów osiadła w Lipsku, gdzie Marie Louis Descorches doprowadził do powstania tzw. Komitetu Emigracyjnego. Racja stanu zmuszała do szukania pomocy we Francji, niezależnie od opinii o jakobinach i ich rządach, dlatego na początku 1793 roku komitet wysłał w tajnej misji do Paryża Tadeusza Kościuszkę, który miał przedstawić rządowi francuskiemu plan zakładający wzniecenie w Polsce przy pomocy francuskiej rewolucji całkowitej i rozpoczęcie wojny z Rosją, Austrią i Prusami.
Zaszło nieporozumienie, gdyż wyraz „rewolucja” co innego znaczył w Polsce, a co innego we Francji. Kościuszko zdał sobie sprawę z tego, że o ile Francja popierałaby „rewolucję społeczną”, o tyle wobec polskiej „rewolucji zupełnie wojskowej” zachowa się obojętnie[wymaga weryfikacji?]. Ostatecznie paryska misja Kościuszki nie przyniosła zamierzonego skutku, rząd francuski nie złożył żadnych zobowiązań stronie polskiej, zachęcając jedynie do wywołania powstania.
W czasie przejazdu przez Belgię Kościuszko spotkał się z generałem Charlesem François Dumouriezem, którego zapoznał z planami przeprowadzenia insurekcji w Polsce. Pozostający w zmowie z Austriakami Dumouriez wydał im plany, ci oddali je Rosjanom.
Na początku lutego 1794 roku dotarł do Paryża Franciszek Barss, by ponowić próbę uzyskania pomocy od Francji. Urzędowa odpowiedź brzmiała: „Rzeczpospolita nie może skutecznie poprzeć uzbrojeń Polaków; zresztą Polacy nie pojmują wszechwładztwa ludu; nie zdołają wywołać zaburzenia w Rosji. Proponowana przez nich hipoteka na starostwach i na dobrach narodowych do wysokości 12 milionów, których zaliczenia żądają, jest zbyt nieokreślona i za mało bezpieczna, żeby na nią liczyć można było.”

## Wybuch

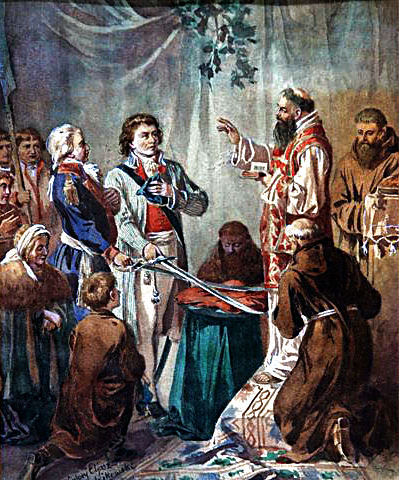
Poświęcenie szabel w domku loretańskim

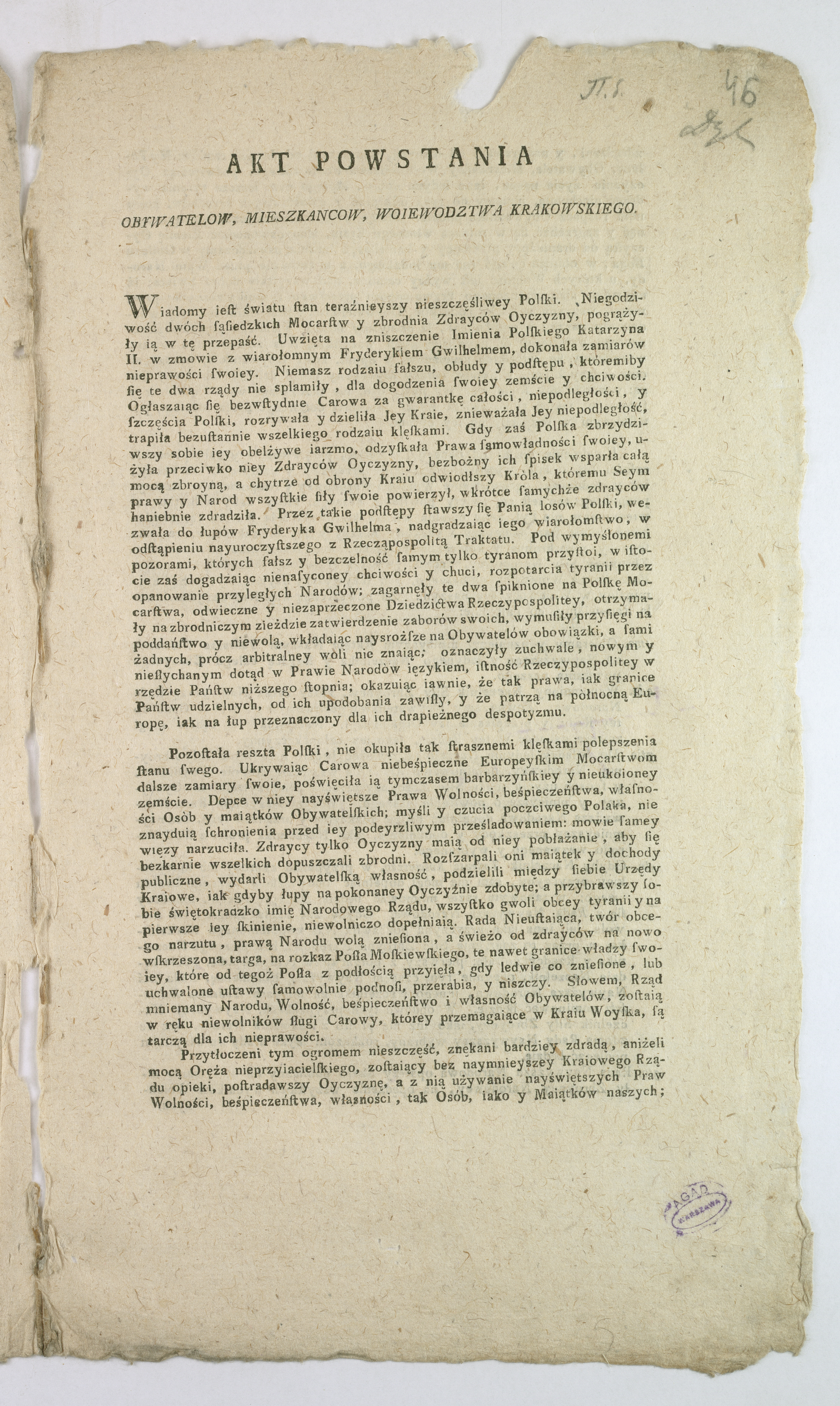
Akt powstania kościuszkowskiego 24 marca 1794

11 września 1793 roku Kościuszko spotkał się w Podgórzu pod Krakowem z przedstawicielami sprzysiężenia krajowego, gdzie omówił plany przebiegu powstania. 11 lutego 1794 roku Rada Nieustająca rozpatrzyła notę posła rosyjskiego, który uzależniał udzielenie gwarancji dla pożyczki zagranicznej od przeprowadzenia redukcji wojska. Plany redukcji armii koronnej opracowali gen. Jan August Cichocki i gen. Jan Henryk Dąbrowski. W lutym 1794 roku Rada Nieustająca zatwierdziła nowe etaty armii koronnej i armii Wielkiego Księstwa Litewskiego. 21 lutego 1794 Rada Nieustająca na polecenie posła rosyjskiego Osipa Igelströma uchwaliła redukcję wojska Rzeczypospolitej o połowę oraz przymusowy werbunek zredukowanych do wojska rosyjskiego i pruskiego. Była to wyraźna prowokacja, która spowodowała wybuch powstania.
Insurekcja rozpoczęła się 12 marca 1794, gdy generał Antoni Józef Madaliński odmówił poddania się redukcji I Wielkopolskiej Brygady Kawalerii Narodowej i na jej czele wyruszył z Ostrołęki w kierunku Krakowa. Zakończyła się 16 listopada 1794, gdy ostatnie oddziały powstańcze skapitulowały przed Rosjanami w Radoszycach. Jednak walki wciąż trwały do połowy grudnia w Wielkopolsce i na Kujawach.
Jednak za oficjalną datę rozpoczęcia insurekcji uznaje się 24 marca.
Po odprawie oficerów garnizonu krakowskiego Tadeusz Kościuszko wraz z Józefem Wodzickim udali się na mszę do kościoła kapucynów, po wysłuchaniu której w domku loretańskim złożyli u stóp ołtarza szable, które zostały poświęcone przez gwardiana. Następnie ująwszy szable w ręce, ślubowali, że gotowi są oddać swoje życie dla obrony ojczyzny.
Około godziny 10 na rynku krakowskim pojawił się Tadeusz Kościuszko, po czym odczytano akt powstania oraz Kościuszko złożył przysięgę:
Ja, Tadeusz Kościuszko, przysięgam w obliczu Boga całemu Narodowi Polskiemu, iż powierzonej mi władzy na niczyj prywatny ucisk nie użyję, lecz jedynie jej dla obrony całości granic, odzyskania samowładności Narodu i ugruntowania powszechnej wolności używać będę. Tak mi Panie Boże dopomóż i niewinna męka Syna Jego.
Akt powstania nadawał Kościuszce tytuł Najwyższego Naczelnika Siły Zbrojnej Narodowej i składał w jego ręce całkowitą władzę. Poważnym problemem stało się rozbudowanie szczupłych dotychczas wojsk powstańczych. Kościuszko ...rozporządzał jednym bataljonem regimentu II (Wodzickiego) i jednym III (Czapskiego) w łącznej sile 800 ludzi, i brygadą Manżeta (10 szwadronów). W tym czasie zbliżał się do Krakowa brygadjer Madaliński ze swą dawniej już zbuntowaną brygadą, do 1000 koni i nadciągały trzy bataljony dalsze, III i VI regimentu. Te oddziały, razem do 4000 ludzi, stanowiły jedyną czynną siłę insurekcji w chwili wybuchu (pisownia oryginalna). Kościuszko wydał uniwersał, zgodnie z którym z każdych 5 domów (dymów) miał się stawić rekrut pieszy ubrany, oporządzony, wyposażony w karabin, pikę lub siekierę oraz jeden rekrut konny na każdych 50 dymów. Oprócz poboru zaciągali się także ochotnicy, którzy byli kierowani do artylerii, wojsk inżynieryjnych i formacji strzelców pieszych. Kościuszko wprowadził służbę w milicji mężczyzn w wieku 18–28 lat niemieszczących się w wojsku regularnym. Z milicji tworzone były w miastach bataliony, współdziałające z wojskiem regularnym a niekiedy regimenty piesze. Pobór do wojska przebiegał jednak z oporami i na terenie województwa krakowskiego nie udało się osiągnąć spodziewanej liczby 10 tysięcy żołnierzy. Były również ogromne trudności z uzbrojeniem, dlatego też rozpoczęto formowanie oddziałów kosynierów, uzbrojonych w piki i osadzone na sztorc kosy.
W sierpniu 1794 roku na terenie Wielkopolski wybuchło inspirowane insurekcją kościuszkowską powstanie wielkopolskie, które stłumione zostało przez wojsko pruskie w grudniu tego roku.

## Kalendarium powstania

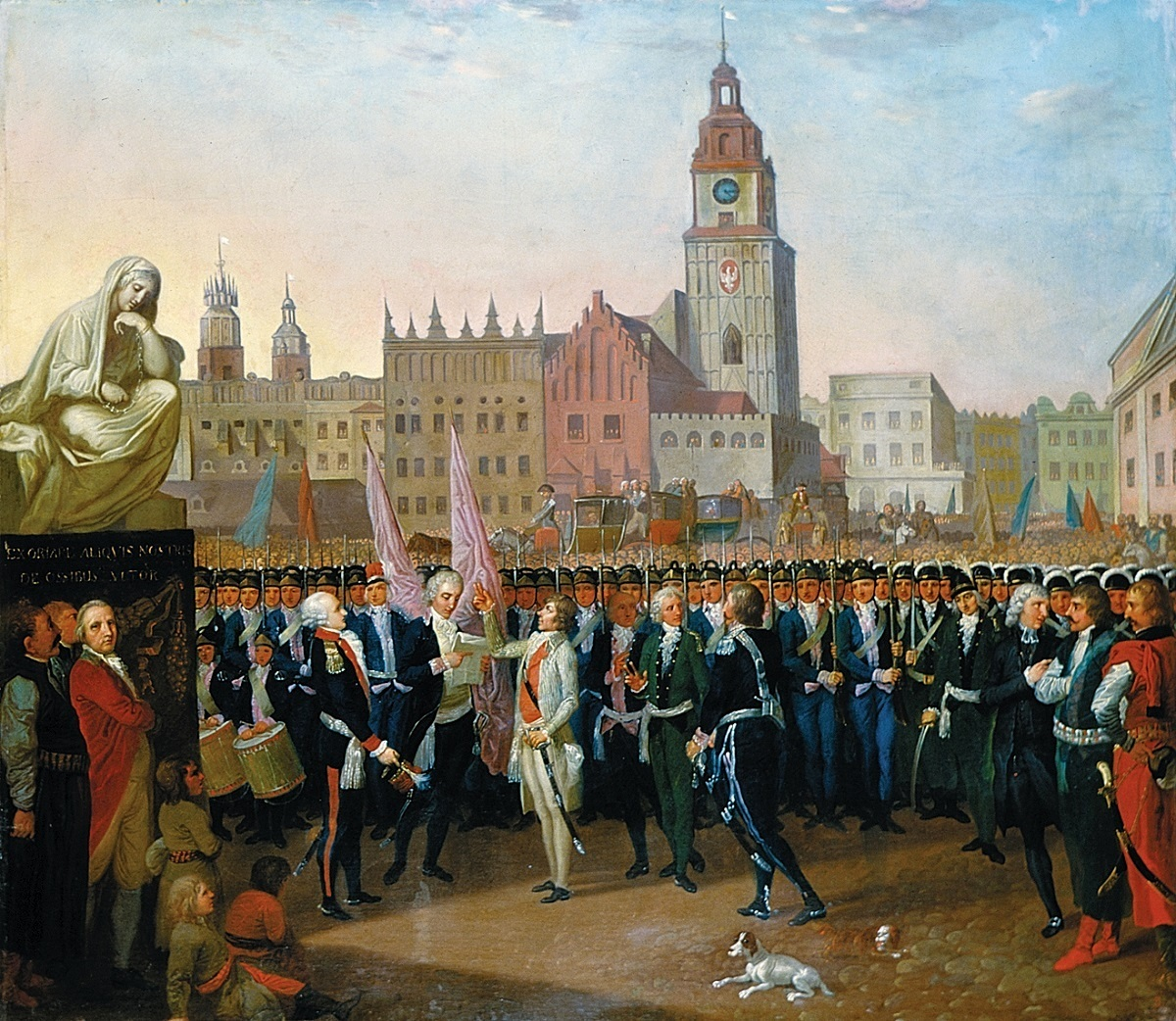
Przysięga Kościuszki na rynku krakowskim 24 marca 1794

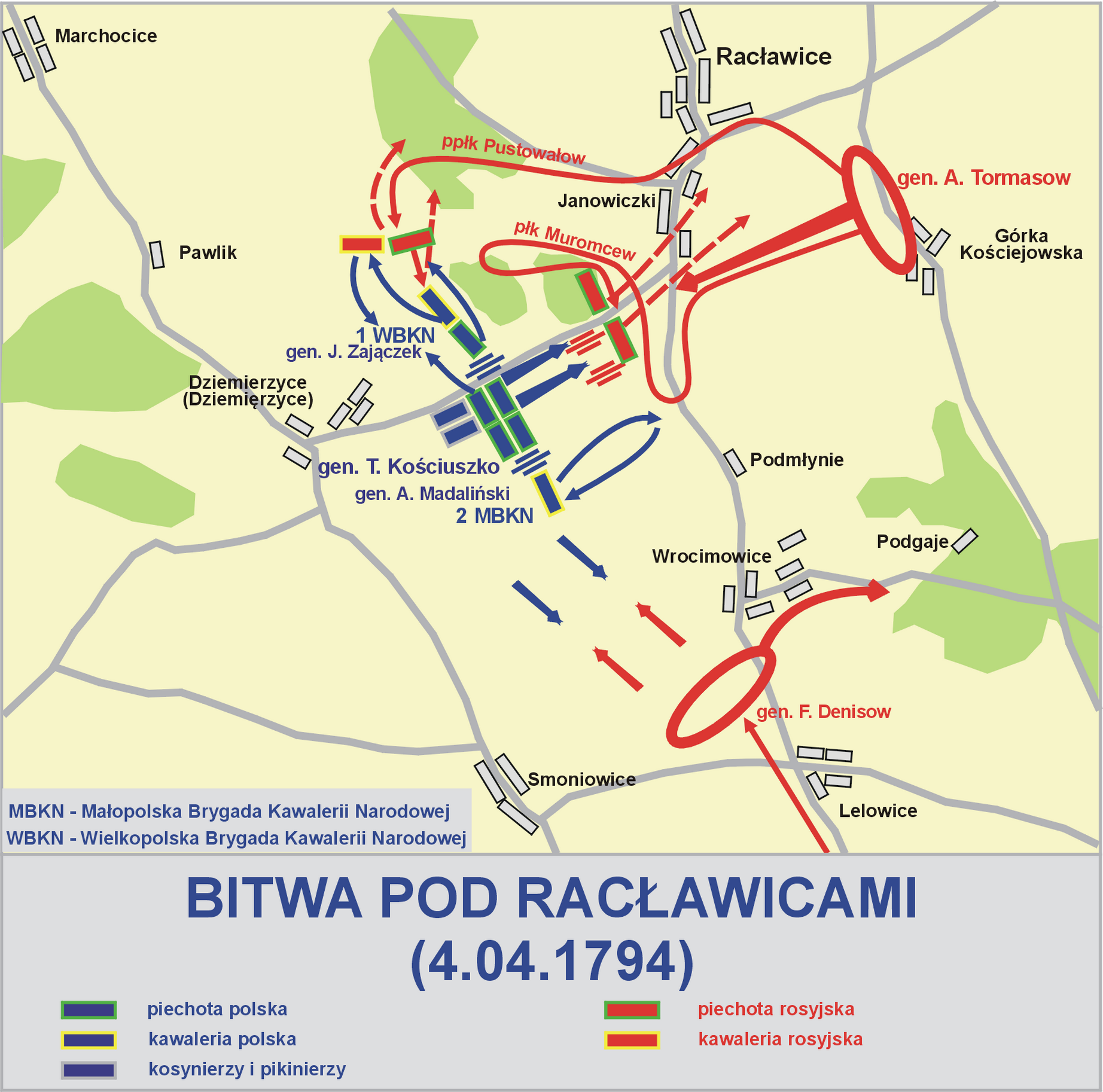
Szkic bitwy

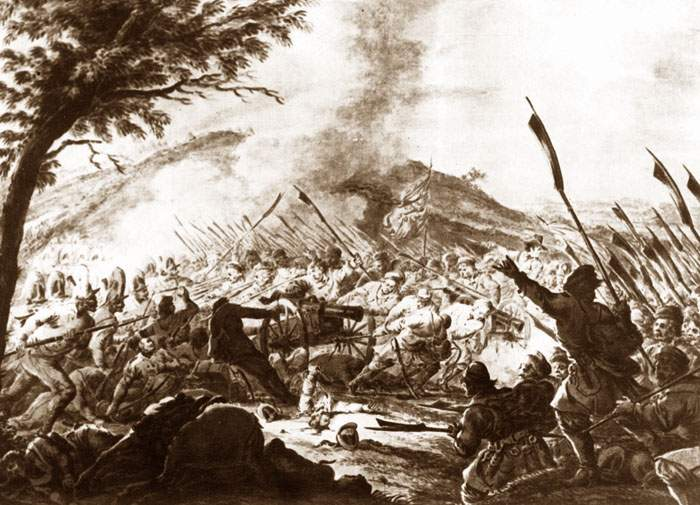
Bitwa pod Racławicami, rys. Aleksandra Orłowskiego

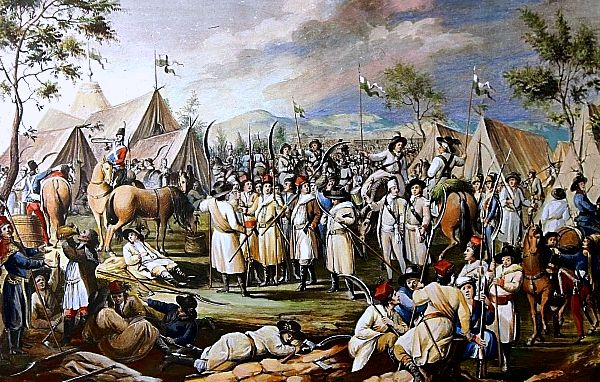
Michał Stachowicz, Obóz pod Bosutowem

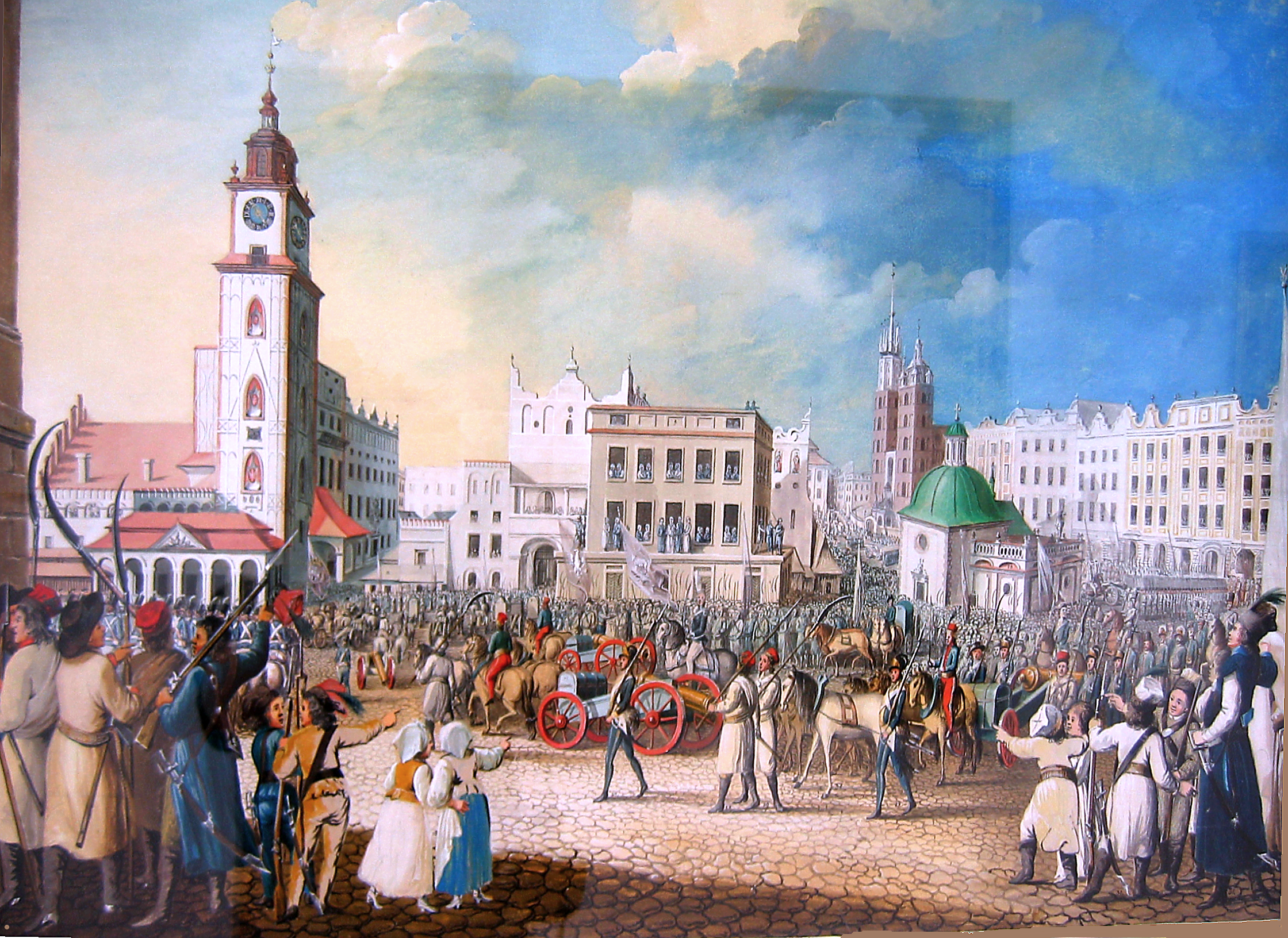
Michał Stachowicz, Wprowadzenie do Krakowa 12 rosyjskich armat zdobytych pod Racławicami

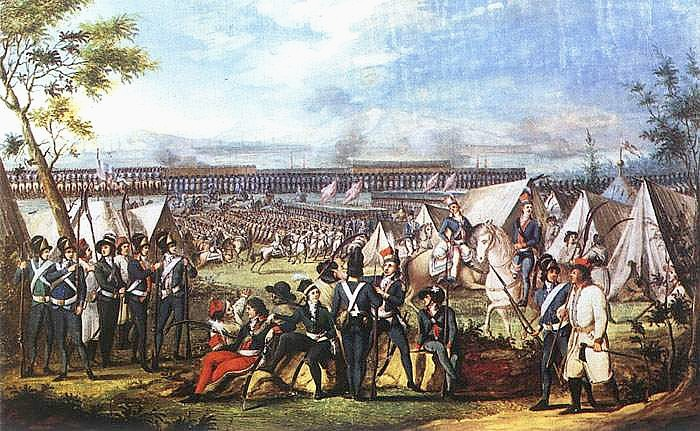
Michał Stachowicz, Obóz w Igołomi

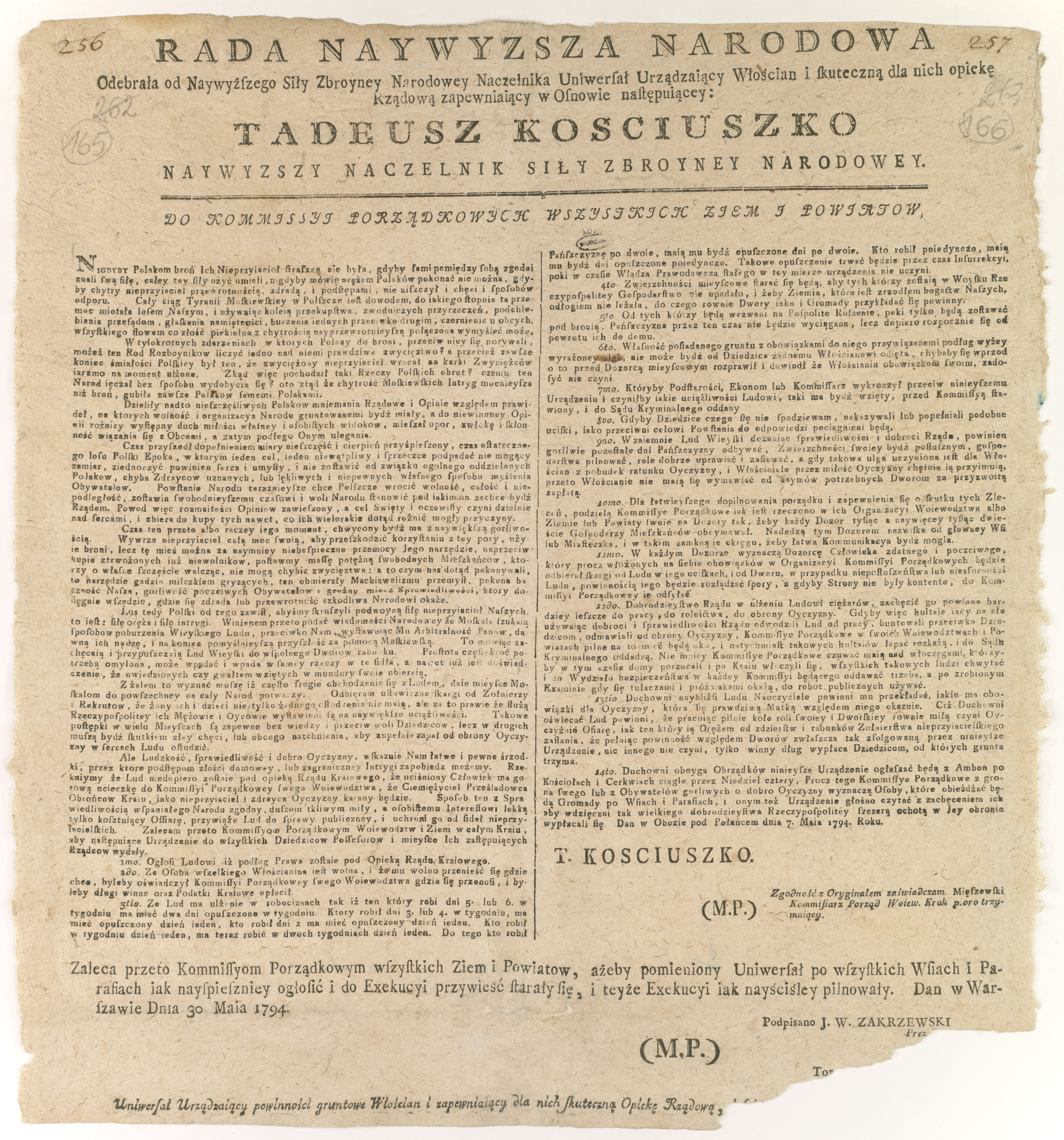
uniwersał połaniecki

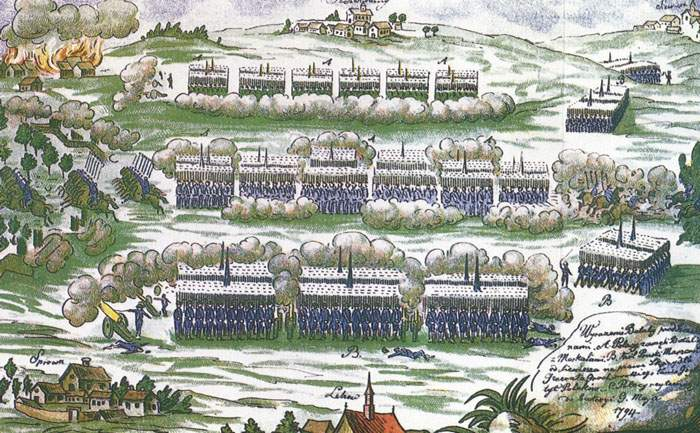
Michał Stachowicz, Bitwa pod Szczekocinami 1794

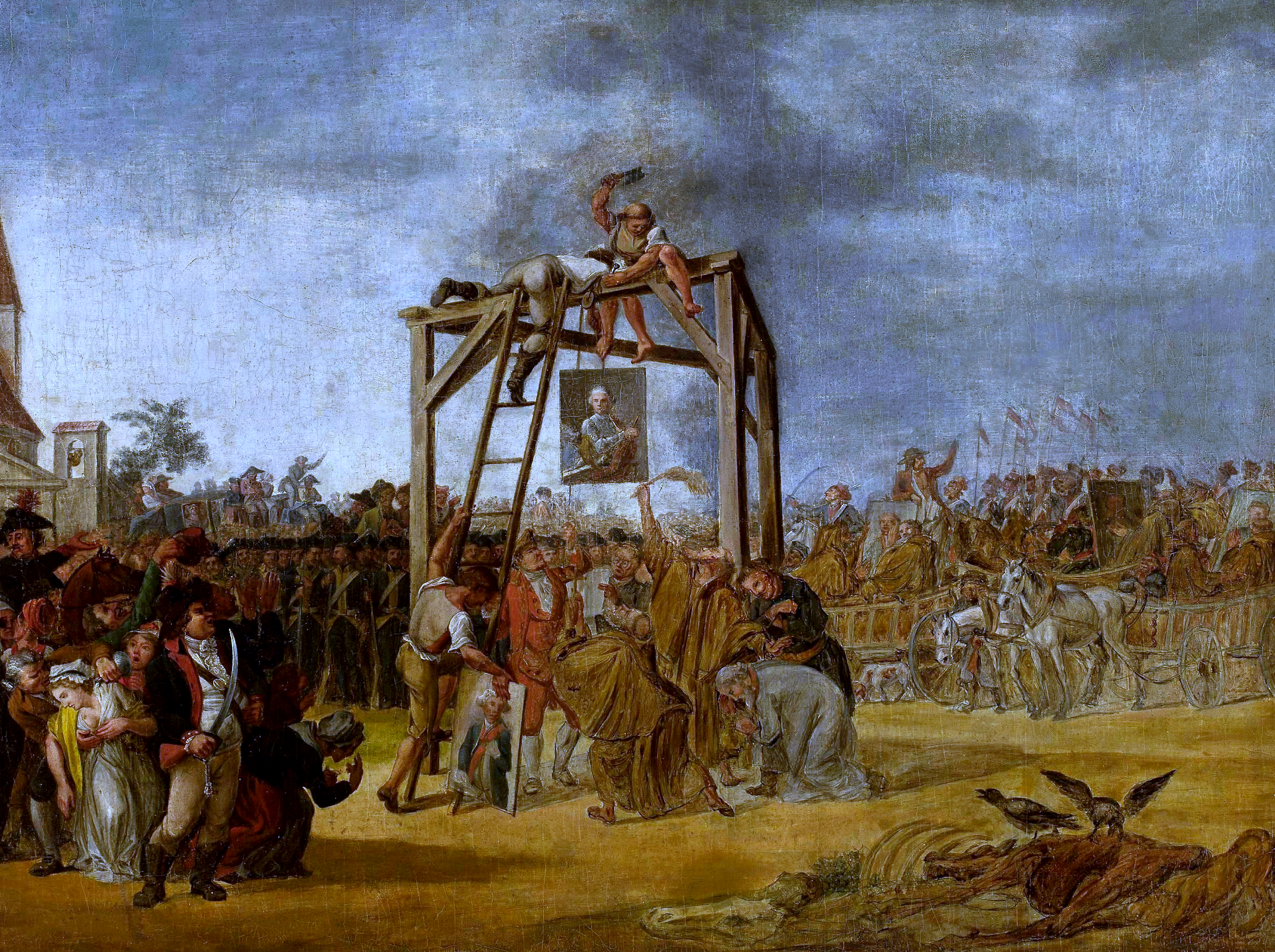
Wieszanie zdrajców (in effigie) na obrazie Jana Piotra Norblina

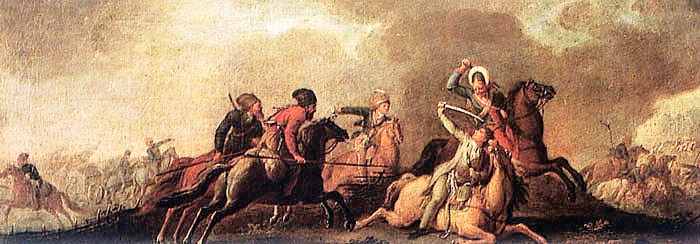
Kościuszko pada ranny w bitwie pod Maciejowicami

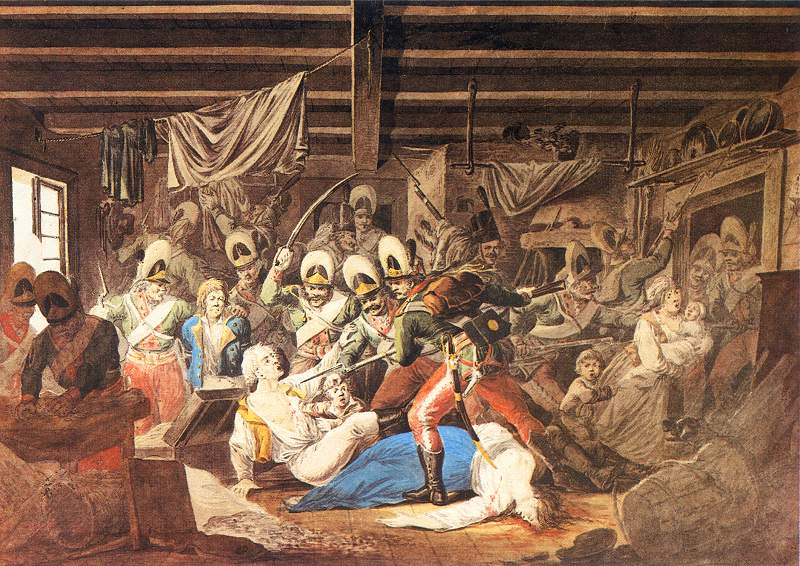
Rzeź Pragi na obrazie Aleksandra Orłowskiego z 1794

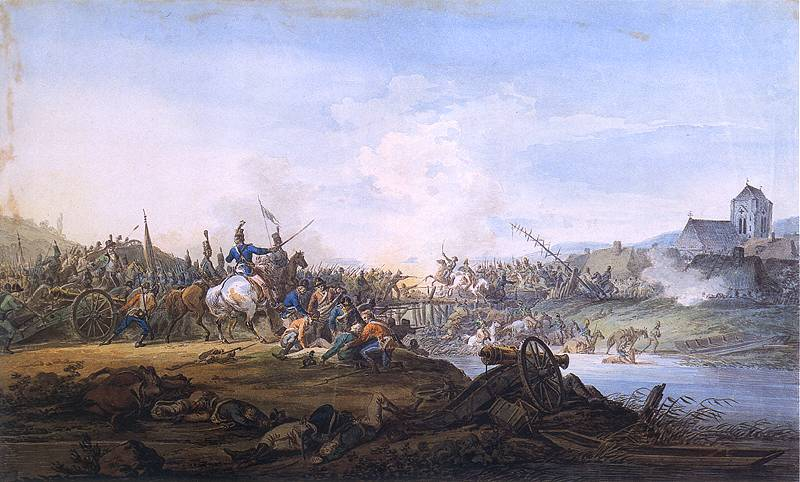
Aleksander Orłowski, Bitwa wojska kościuszkowskiego z rosyjskim o przeprawę na rzece

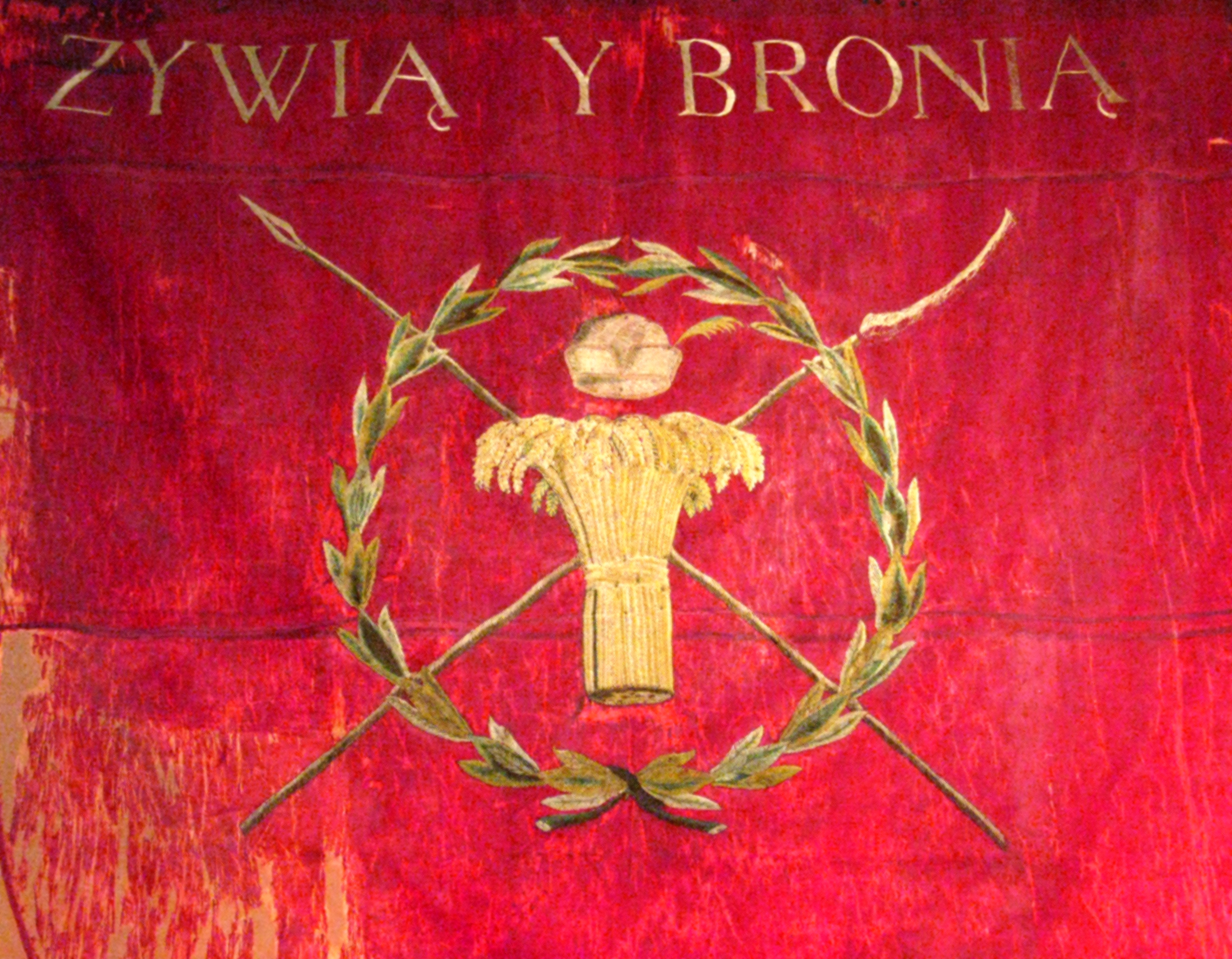
Chorągiew grenadierów krakowskich

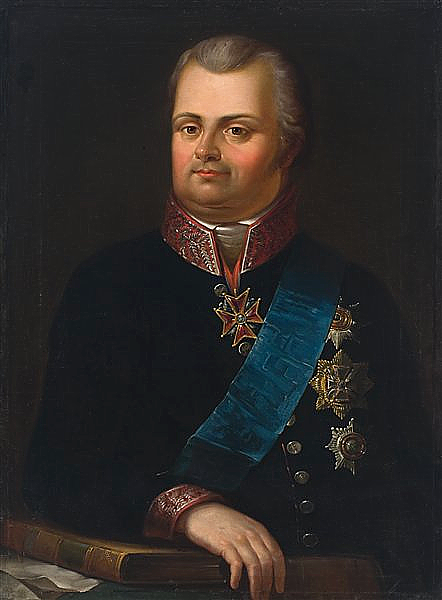
Tomasz Wawrzecki po pojmaniu Kościuszki został Najwyższym Naczelnikiem Siły Zbrojnej Narodowej

- 12 marca 1794 Antoni Madaliński odmówił redukcji I Wielkopolskiej Brygady Kawalerii Narodowej i poprowadził ją z Ostrołęki w kierunku Krakowa.
- 24 marca 1794
  - w Krakowie na rynku został ogłoszony akt powstania, powołujący Tadeusza Kościuszkę naczelnikiem insurekcji. Kościuszko złożył publicznie na rynku przysięgę.
  - nastąpił wymarsz korpusu Kościuszki w kierunku Kielc.
- 4 kwietnia 1794 pod Racławicami wojska powstańcze pod wodzą samego Kościuszki stoczyły zwycięską bitwę z wojskami rosyjskimi dowodzonymi przez generała majora Aleksandra Tormasowa. Z militarnego punktu widzenia zwycięstwo pod Racławicami było jedynie epizodem wojny polsko-rosyjskiej i nie zostało w pełni wykorzystane. Kościuszko nie zdołał rozbić korpusu Fiodora Denisowa i oczyścić Małopolski z wojsk rosyjskich. O wiele ważniejsze było natomiast znaczenie moralne bitwy – Polacy nabrali wiary w możliwość zwycięstwa, a powstanie rozszerzyło się na inne rejony kraju.
- 5 kwietnia 1794 Kościuszko ogłosił w obozie pod Słomnikami Raport narodowi polskiemu o zwycięstwie pod Racławicami.
- 6 kwietnia 1794 Kościuszko założył obóz pod Bosutowem, województwo ruskie przystąpiło do powstania.
- 7 kwietnia 1794 miało miejsce wprowadzenie do Krakowa 12 rosyjskich armat zdobytych pod Racławicami.
- 8 kwietnia 1794 Kościuszko mianował Bartosza Głowackiego chorążym regimentu grenadierów krakowskich.
- 16 kwietnia 1794 w Szawlach na Żmudzi ogłoszono akt powstania Wielkiego Księstwa Litewskiego.
- 17 kwietnia 1794 wybuchła insurekcja warszawska. Pospólstwo warszawskie pod wodzą Jana Kilińskiego wypędziło garnizon rosyjski ze stolicy. Dokonano szturmu ambasady rosyjskiej, gdzie przejęto materiały potwierdzające pobieranie rosyjskiej pensji przez czołowe postacie polityki. Ignacy Wyssogota Zakrzewski został prezydentem stolicy.
- 18 kwietnia 1794 Kościuszko wydał w obozie pod Bosutowem Odezwę za włościanami o ulgę w pańszczyźnie i ludzkie z tymiż obchodzenie się.
- 19 kwietnia 1794 w Warszawie utworzona została Rada Zastępcza Tymczasowa.
- 23 kwietnia 1794 wybuchła insurekcja w Wilnie, którą dowodził Jakub Jasiński. Ogłoszono Akt Powstania Narodu Litewskiego. Powstanie odniosło sukces. W czasie wydarzeń wileńskich zginęło 3 Polaków i 20 Rosjan. Pojmano wielu rosyjskich jeńców, których zgromadzono w kościele św. Kazimierza w Wilnie.
- 24 kwietnia 1794
  - w Warszawie powstał klub jakobinów polskich.
  - w Wilnie powstała Rada Najwyższa Rządowa Litewska.
- 24 kwietnia 1794 w Wilnie został osądzony i powieszony publicznie hetman wielki litewski Szymon Marcin Kossakowski. Kościuszko założył obóz w Igołomi.
- 30 kwietnia 1794 szlachta sandomierska ogłosiła w Nowym Korczynie przystąpienie do powstania.
- 3 maja 1794 Rada Najwyższa Rządowa Litewska mianowała gen. Jakuba Jasińskiego naczelnym komendantem wojska litewskiego. Katarzyna II mianowała Nikołaja Repnina wodzem naczelnym wojsk rosyjskich wysłanych dla stłumienia powstania.
- 5 maja 1794 Kościuszko założył warowny obóz pod Połańcem. W obozie Naczelnik oczekiwał przybycia dywizji wielkopolskiej i dywizji wołyńskiej, którymi z woli żołnierzy dowodził ppłk Jan Grochowski (razem ok. 6600 żołnierzy). Po połączeniu z dywizjami Grochowskiego, Kościuszko planował rozbicie korpusu wojsk rosyjskich gen. Fiodora Denisowa. Denisow z kolei, starał się nie dopuścić do połączenia wojsk polskich. 13 maja Rosjanie zaatakowali wojska Kościuszki pod Połańcem, ale zostali odparci. Oba wojska nadal się obserwowały.
- 7 maja 1794 Kościuszko wydał w Połańcu uniwersał regulujący powinności gruntowe włościan i zapewniający dla nich skuteczną opiekę rządową, bezpieczeństwo własności i sprawiedliwość w komisjach porządkowych. Akt ten, zwany uniwersałem połanieckim, stanowił uwieńczenie wielu rozporządzeń i proklamacji wydanych przez Kościuszkę w sprawie chłopskiej od chwili rozpoczęcia powstania.
- 8 maja 1794 doszło do rozruchów pospólstwa w Warszawie. Tego też dnia Najwyższa Rada Narodu Litewskiego wydała odezwę „Do unitów i prawosławnych”, zapowiadającą gwarancję prawną i poszanowanie wolności dla obu odłamów chrześcijaństwa wschodniego, wskutek czego doszło do znacznego udziału społeczności prawosławnej i unickiej w walkach powstańczych[22].
- 9 maja 1794 w Warszawie powieszeni zostali publicznie przywódcy Targowicy skazani na karę śmierci przez sąd kryminalny: biskup inflancki Józef Kazimierz Kossakowski, hetman wielki koronny Piotr Ożarowski, marszałek Rady Nieustającej Józef Ankwicz, hetman polny litewski Józef Zabiełło.
- 10 maja 1794 powstała Rada Najwyższa Narodowa – rząd powstańczy.
- 16 maja 1794 król Prus Fryderyk Wilhelm II ogłosił przystąpienie do walki z powstaniem. W nocy dywizje Jana Grochowskiego przekroczyły Wisłę pod Annopolem i ruszyły w kierunku Połańca. Denisow, zdając sobie sprawę, że nie zapobiegnie połączeniu się wojsk polskich, wycofał się do Szczekocin, gdzie zbierały się wojska pruskie pod dowództwem Fryderyka Wilhelma II.
- 19 maja 1794 Kościuszko wyruszył z Połańca w pościg za Denisowem.
- 1 czerwca 1794 roku Rada Najwyższa Narodowa powołała Deputację Centralną Wielkiego Księstwa Litewskiego[23].
- 3 czerwca 1794 gen. Michał Wedelstedt stoczył z dywizją rosyjską gen. Zagriażskiego(inne języki) bitwę pod Dubienką[23]
- 6 czerwca 1794 pod Szczekocinami doszło do kolejnej bitwy wojsk polskich z połączonymi siłami rosyjsko-pruskimi Fiodora Denisowa i Fryderyka Wilhelma II. Po zaciętych walkach Polacy zmuszeni zostali do odwrotu ku Warszawie, a Kościuszko został lekko ranny. Straty polskie były dotkliwe. Poległo 2000 żołnierzy. Zginęli w walce dwaj generałowie: Józef Wodzicki i Jan Grochowski. Śmiertelnie ranny został Bartosz Głowacki.
- 8 czerwca 1794 rosyjski korpus gen. Wilhelma Derfeldena zwyciężył Polaków dowodzonych przez gen. Józefa Zajączka w bitwie pod Chełmem. Zajączek, ścigany przez korpus Derfeldena, wycofał się do Lublina, a stamtąd do Warszawy.
- 15 czerwca 1794 wojska pruskie zajęły Kraków, poddany przez dowodzącego obroną miasta Ignacego Wieniawskiego.
- 17 czerwca 1794 major Klemens Liberadzki rozpoczyna marsz na Wołyń, w celu wywołania tam powstania.
- 26 czerwca 1794 dywizje Jakuba Jasińskiego i Jerzego Franciszka Grabowskiego staczają bitwę pod Sołami z korpusami Nikołaja Zubowa i Leontija Bennigsena[23]
- 27 czerwca 1794 mieszkańcy Kurlandii ogłosili w Lipawie przystąpienie do insurekcji. Cesarz w Wiedniu wydał reskrypt nakazujący wkroczenie armii austriackiej do Rzeczypospolitej.
- 28 czerwca 1794 wieszanie zdrajców w Warszawie, na szubienicach zawiśli pozostali przywódcy konfederacji targowickiej i ludzie posądzani o zdradę: biskup wileński Ignacy Massalski, kasztelan przemyski Antoni Czetwertyński, poseł do Turcji Karol Boscamp-Lasopolski, szambelan Stefan Grabowski, instygator koronny Mateusz Roguski, szpieg rosyjski Marceli Piętka, adwokat Michał Wulfers, instygator sądów kryminalnych Józef Majewski.
- 30 czerwca 1794 korpus austriacki wkroczył do województw: krakowskiego, sandomierskiego i lubelskiego.
- 7 lipca 1794 wojska austriackie zajęły Lublin.
- 10 lipca 1794 płk Walenty Kwaśniewski odparł atak wojsk pruskich gen. Heinricha Günthera na Kolno, oddział pruski gen. Friedricha Göcklinga rozbił powstańców Józefa Więckowskiego nad Jeziorem Rajgrodzkim, dywizja gen. Stanisława Mokronowskiego starła się z Prusakami pod Błoniem, dywizja gen. Józefa Zajączka walczy z wojskami rosyjskimi pod Gołkowem[24].
- 13 lipca – 6 września 1794 trwało oblężenie Warszawy przez wojska rosyjskie i pruskie. Od północy stolicę blokowały wojska pruskie. Obecny był przy nich król Fryderyk Wilhelm II. Armia pruska liczyła 30 tys. żołnierzy. Od południa Warszawę blokował rosyjski korpus gen. Iwana Fersena. Walki toczono na przedpolach stolicy.
- 19–20 lipca 1794 korpus rosyjski oblegał Wilno. Miasta bronił gen. Jerzy Franciszek Grabowski. Miał do dyspozycji 350 żołnierzy regularnych i ok. 1000 mieszczan uzbrojonych w kosy i piki. Powiadomiony o tym generał rosyjski Bohdan Fiodorowicz Knorring, uderzył na miasto. Część mieszkańców w panice uciekła za Wilię. Rosjanie zajęli okopy, ale nie potrafili zdobyć miejskich bram. Zażarte walki trwały o Ostrą Bramę. Wieści o nadciąganiu polskiej odsieczy skłoniły Rosjan do wycofania się. Wilno ocalało. Opisał to Adam Mickiewicz w „Panu Tadeuszu”:

„Która stojąc na świętej Ostrej Bramy szczycie
Widziała, jak Dejow moskiewski jenerał,
Wchodząc z pułkiem kozaków już bramę otwierał
I jak jeden mieszczanin, zwany Czarnobacki,
Zabił Dejowa i zniósł cały pułk kozacki”.
- 27 lipca 1794 wojsko pruskie zajęło Wolę bronioną przez gen. Józefa Zajączka.
- 2 sierpnia 1794 Dywizja Karola Sierakowskiego odniosła zwycięstwo nad Rosjanami w bitwie pod Słonimem.
- 11 sierpnia 1794 zmarł prymas Michał Poniatowski.
- 12 sierpnia 1794 Wilno skapitulowało.
- 19–23 sierpnia 1794 Kościuszko powołał Sąd Kryminalny Wojskowy z gen. Józefem Zajączkiem jako prezesem.
- 21 sierpnia 1794 do insurekcji przystąpiła Wielkopolska, gdzie wybuchło inspirowane insurekcją powstanie wielkopolskie.
- 25 sierpnia 1794 po zaciętych walkach Prusacy zdobyli Szwedzkie Górki pod Warszawą bronione przez księcia Józefa Poniatowskiego. Padł Wawrzyszew.
- 28 sierpnia 1794 załamało się silne natarcie pruskie na olszynę powązkowską bronioną przez Jana Henryka Dąbrowskiego, wspartego przez Kościuszkę. Był to ostatni wielki szturm na pozycje polskie. W toku walk na przedpolach Warszawy wojsko pruskie stopniało do 18 tys. Straciło prawie połowę stanu wyjściowego. W nocy z 5 na 6 września wojska pruskie i rosyjskie odstąpiły od Warszawy. Prusacy odeszli do Wielkopolski, a Rosjanie za Pilicę.
- 6 września 1794 Rosjanie i Prusacy zrezygnowali z oblegania Warszawy.
- 11 września 1794 Sąd Kryminalny Wojskowy skazał biskupa chełmskiego Wojciecha Józefa Skarszewskiego na karę śmierci.
- 13 września 1794 Kościuszko zamienił wyrok sądu na dożywotnie więzienie.
- 17 września 1794 klęska dywizji Karola Sierakowskiego w bitwie pod Krupczycami z korpusem gen. Aleksandra Suworowa. Korpus rosyjski uzyskał wolną drogę na Brześć.
- 18 września 1794 Rada Najwyższa Narodowa postanowiła zamienić pospolite ruszenie włościan na pobór, wyznaczając pobór 1 rekruta z 10 domów i konia jezdnego z 50 domów.
- 19 września 1794
  - gen. Aleksander Suworow rozbił korpus Karola Sierakowskiego w bitwie pod Terespolem.
  - Tadeusz Kościuszko walczył w Siedlcach.
- 25 września 1794 gen. Jan Henryk Dąbrowski wkroczył do Gniezna.
- 30 września 1794 gen. Henryk Dąbrowski pokonał Prusaków w bitwie pod Łabiszynem.
- 2 października 1794 gen. Henryk Dąbrowski zdobył Bydgoszcz.
- 4 października 1794 rosyjski korpus gen. Iwana Fersena przeprawił się na prawy brzeg Wisły.
- 9–10 października 1794 odbyła się koncentracja oddziałów powstańczych na Podzamczu.
- 10 października 1794 bitwa pod Maciejowicami, w bitwie ranny Tadeusz Kościuszko dostał się do niewoli rosyjskiej, po czym został uwięziony w twierdzy pietropawłowskiej w Petersburgu.
- 12 października 1794 Rada Najwyższa Narodowa ogłosiła naczelnikiem powstania Tomasza Wawrzeckiego.
- 14 października 1794 gen. Henryk Dąbrowski rozpoczął odwrót z Wielkopolski.
- 16 października 1794 do Warszawy przybył Tomasz Wawrzecki i został zaprzysiężony jako Najwyższy Naczelnik Powstania.
- 19 października 1794 Rada Najwyższa Narodowa powołała na wniosek naczelnika Tomasza Wawrzeckiego Radę Wojenną, na której czele stanął naczelnik.
- 22 października 1794 wycofujący się korpus gen. Henryka Dąbrowskiego sforsował Bzurę i zatrzymał się w Brochowie nad Bzurą.
- 26 października 1794 r. powstańcy przegrywają z jazdą ze składu rosyjskiego korpusu pod wodzą Suworowa w bitwie pod Kobyłką.
- 4 listopada 1794
  - wojska gen. Aleksandra Suworowa i gen. Iwana Fersena ruszyły na Warszawę. Po zdobyciu szturmem Pragi Rosjanie dokonali rzezi ludności (Obrona Pragi).
  - wojska pruskie zajęły Ostrołękę.
- 5 listopada 1794 skapitulowały wojska powstańcze broniące Warszawy.
- 8 listopada 1794 naczelnik Tomasz Wawrzecki opuścił Warszawę. Wojska austriackie zajęły Radom.
- 9 listopada 1794 wojska rosyjskie uroczyście wkroczyły do Warszawy.
- 16 listopada 1794 pod Radoszycami nastąpiło ostateczne rozwiązanie oddziałów powstańczych przez naczelnika Tomasza Wawrzeckiego i kapitulacja przed gen. Fiodorem Denisowem.
- 24 października 1795 Rosja, Prusy i Austria dokonały III rozbioru Polski. Rzeczpospolita zniknęła z mapy Europy.
- 16 grudnia 1795 papież Pius VI wydał brewe potępiające insurekcję kościuszkowską określając ją przedsięwzięciem bezbożnym. Na jego treść miał wpływ nuncjusz Laurentius Litta[25].

## Skutki
Powstanie zakończyło się całkowitą klęską, po której nastąpił III rozbiór Polski. Już 22 lipca 1794 Katarzyna II oznajmiała Prusom i Austrii, że:

nadszedł czas aby trzy dwory podjęły kroki nie tylko dla ugaszenia ostatniej iskry pożaru, który wybuchł w sąsiednim kraju, lecz także dla zapobieżenia, aby kiedykolwiek jeszcze z popiołów powstał nowy płomień.

W ciągu 8 miesięcy powstania strona polska zmobilizowała do walki około 150 000 ludzi, z tego blisko 100 000 do służby w oddziałach regularnych, 50 000 służyło w milicji i pospolitym ruszeniu. W obozach i w powstańczych oddziałach liniowych przebywało 70 000 ludzi. Na Syberię zesłano około 20 000 powstańców. Generałowie rosyjscy w nagrodę za stłumienie powstania obdarzeni zostali dobrami w polskich ekonomiach lub zostały im nadane ziemie skonfiskowane uczestnikom powstania.
Liczący 400 tysięcy tomów, 20 tysięcy rękopisów i 40 tysięcy rycin zbiór Biblioteki Załuskich stał się rosyjską zdobyczą wojenną i doznał uszczuplenia w czasie transportu do Petersburga. Na miejsce dotarło tylko 260 tysięcy woluminów, 11 tysięcy rękopisów i 24 500 rycin.